# Massimo De Carlo
Massimo De Carlo (Ancona, 8 marzo 1955) è un compositore italiano.

## Biografia
Diplomato in Didattica della Musica, ha studiato chitarra classica, armonia e composizione presso l'Istituto Musicale Giovan Battista Pergolesi di Ancona e il Conservatorio di musica Gioacchino Rossini di Pesaro; ha frequentato i corsi di perfezionamento di chitarra classica e analisi musicale di Brisighella. Ha frequentato i corsi di musica antica presso la Fondazione Italiana per la Musica Antica di Roma e il corso triennale di flauto dolce presso l'associazione per lo studio della musica antica Centro di Pratica Musicale di Roma.
Ha composto musica vocale, musicando testi di poeti marchigiani, per orchestra, da camera e le musiche di scena di spettacoli teatrali collaborando con i registi Roberto Cimetta e Luigi Moretti, con le compagnie teatrali Il Teatro del Canguro, Il Guasco, il Centro Teatrale Rinaldini di Ancona e il Liceo classico Federico e Muzio Campana di Osimo.
Nelle sue composizioni utilizza elementi appartenenti ai diversi periodi storici e alle culture di altri paesi senza vincoli con determinati stili musicali.

## Musica vocale
- Storia di un breve amore (1972) - testo di Marco Maccioni
- La ragazza di cristallo (1972)
- Barbara (1972)
- Ave Maria sullo studio nº 1 di Heitor Villa-Lobos (1995)
- Canzone Haiku (1998) - testo di Roberto Boldrini
- Una casa nel cassetto (1998) - testo di Maria Grazia Maiorino
- Amo (1998) - testo di Patrizia Papili Marchionni

## Musica per orchestra
- Giovanni 10,16 (1975) - Concorso di composizione musicale Gran Prix Montecarlo
- Clusterorchestra (1989)
- Valzer della Sora Elvira (2016)
- Fantasia della Marca (2016)

## Musica da camera
- Parfum exotique (1976)

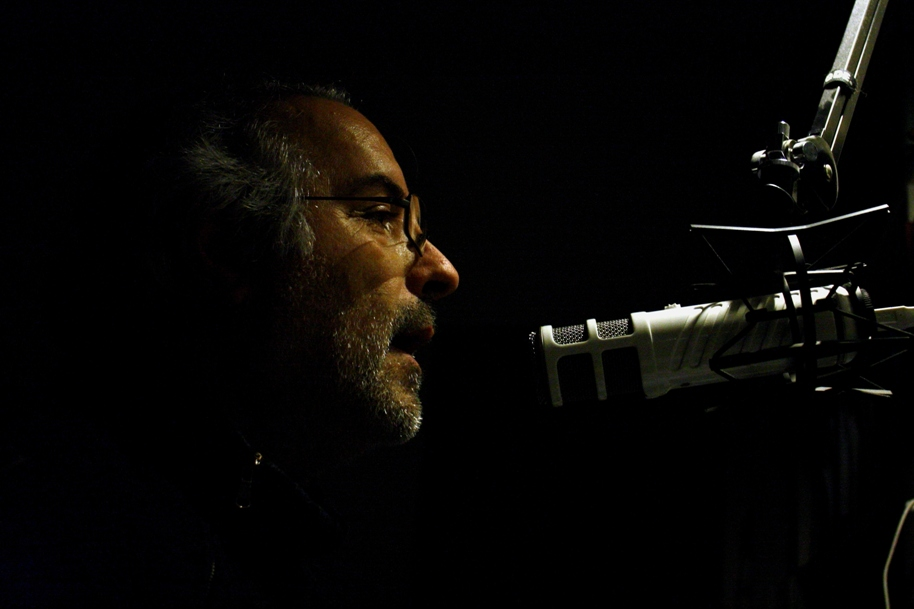
Massimo De Carlo nel 2016

- El retablo (1976) - trasmesso da Radio RAI
- Preludio e fuga in mi minore per organo (1984)
- Preludio per chitarra (1987)
- L'apparenza (1991)
- Canzone per chitarra (1998)
- Terza per chitarra (2002)
- L'apparenza per chitarra (2005)
- Universi - balletto (2013)

## Musica per il Teatro
- Canovaccio (1975) - La compagnia presenta regia di Lino Terra
- Musica di scena per lo spettacolo teatrale Il ceto altolocato che noi apparteniamo allestito dal regista Roberto Cimetta per il centenario della nascita del poeta Duilio Scandali (1976)
- Io sono il direttore (1979) - La chiave magica regia di Lino Terra - rappresentato al Festival Inteatro di Polverigi [2]
- Al castello (1979) - La chiave magica regia di Lino Terra
- C'era una volta... (1979) - La chiave magica regia di Lino Terra
- Ballata del cavaliere (1979) - La chiave magica regia di Lino Terra
- Toc toc! Chi è?: il circo (1981) - Toc toc! Chi è? regia di Lino Terra
- L'arrivo dei commedianti (1996) - Don Quijote regia di Luigi Moretti
- Dulcinea (1996) - Don Quijote regia di Luigi Moretti
- Il cavaliere dalla triste figura (1996) - Don Quijote regia di Luigi Moretti
- Don Chisciotte contro i mulini a vento (1996) - Don Quijote regia di Luigi Moretti
- Gli eserciti di Alifanfarone e Pentapolino (1996) - Don Quijote regia di Luigi Moretti
- L'antica terra della Mancia (1996) - Don Quijote regia di Luigi Moretti
- L'isola di Sancho (1996) - Don Quijote regia di Luigi Moretti
- La processione degli incappucciati (1996) - Don Quijote regia di Luigi Moretti
- Danaiadi su testo di Eschilo (2013) - Supplici a Lampedusa regia di Laura De Carlo - rappresentato al Festival Internazionale del Teatro Classico dei Giovani di Palazzolo Acreide
- Racconto di Io su testo di Eschilo (2013) - Supplici a Lampedusa regia di Laura De Carlo
- Cassandra alla nave per flauto solo (2013) - Le Troiane regia di Laura De Carlo
- Pianto di Andromaca per flauto solo (2013) - Le Troiane regia di Laura De Carlo
- Addio a Troia per flauto solo (2013) - Le Troiane regia di Laura De Carlo
- Medea e Giasone per flauto solo (2014) - Medee regia di Laura De Carlo
- Pensa Medea per flauto solo (2014) - Medee regia di Laura De Carlo
- Un'altra storia per flauto solo (2014) - Medee regia di Laura De Carlo
- Guardiani (2015) - Orestiade regia di Laura De Carlo - rappresentato al Festival Internazionale del Teatro Classico dei Giovani di Palazzolo Acreide [3]
- Morte di Agamennone (2015) - Orestiade regia di Laura De Carlo
- Tempo che passa (2015) - Orestiade regia di Laura De Carlo
- Morte di Oreste (2015) - Orestiade regia di Laura De Carlo
- Erinni (2015) - Orestiade regia di Laura De Carlo